# Ildregatta på Lyngby Sø
|  | Denne artikel er oprettet af botten Steenthbot ud fra en ekstern database. Den kan derfor have sproglige fejl eller mangler. Denne skabelon kan fjernes efter kontrol af indholdet. |

Ildregatta på Lyngby Sø er en dansk dokumentarisk optagelse fra 1945.

## Handling
Optagelser fra ildregattaen på Lyngby Sø med de mange forskellige både, bl.a. er en robåd formet som en kæmpe svane, en anden som en slange, et vikingskib og en sydstats hjuldamper. På bredden er der brandslukningsøvelser med skum, som børnene efterfølgende kan lege i. Om aftenen sejler de oplyste både på den mørke sø, og det hele afsluttes med et festfyrværkeri.